# 旋花豆属
旋花豆属（学名：Cochlianthus）是豆科下的一个属，为草质藤本植物。该属共有高山旋花豆（Cochlianthus montanus）和细茎旋花豆（C. gracilis）两种，分布于尼泊尔至中国云南。

## 下属物种
- 细茎旋花豆 Cochlianthus gracilis
- 高山旋花豆 Cochlianthus montanus